# Kutorenon
Kutorenon is een bestuurslaag in het regentschap Lumajang van de provincie Oost-Java, Indonesië. Kutorenon telt 6118 inwoners (volkstelling 2010).